# Прокопий Варненски
Свети Прокопий Варненски е мъченик от български произход, живял първоначално в околностите на град Варна (тогава - в Османската империя), а към края на живота си - в Мала Азия, където се помохамеданчва доброволно, но скоро се отрича от исляма и завършва живота си, като мъченик (25 юни 1810 г.)
Светец-покровител на град Варна, където е издигнат православен храм (църква), посветен на него.

## Житие
Роден е в бедно селско семейство на православни християни. Макар и да е неграмотен, като дете, се отличава с буден и любознателен ум, набожност и любов към родния език. Поради това, когато с баща му веднъж срещат един монах от светогорския Зографски манастир и той им похвалва тамошните условия и широката употреба на българския (по-скоро - черковнославянския език) в богослуженията, Прокопий веднага му се примолва да го заведе там. Пуснат от родителите си (тогава е на 12 години) да иде да се замонаши, той отпътува съвсем бос и доста дрипав, но доволен, че отива да се учи на четмо и писмо и да изучава Божиите добрини към хората. 
Обаче след като прекарва известно време на Атон, установява, че манастирският живот не му понася и намисля да го изостави. Но въпреки, че го мъчи носталгия не смее или не може да се върне в селото си, вместо това отива в Цариград (Истанбул),  а след това - в Смирна (Измир). Поживява известно време в този град (вече е мъж с брада), когато изтерзан от съжаления, че е напуснал и дома си и монашеството, дотолкова се отчайва, че решава да си смени религията, като се присъедини към мюсюлманите. 
Отива при местния кадия и му заявява, че се е убедил, че ислямът е по-богоугоден от християнство и в знак на това иска да се обреже, а за да личи че е наистина повярвал в пророчествата на Мохамед и във величието на Аллах (според мюсюлманите - единственият бог, изключвайки Христос да е бил такъв) си е пуснал тази дълга брада, като на дервиш. Онзи остава много доволен, показва му как да рецитира нужните слова за посвещението си, и 15 дни по-късно наистина го обрязва. 
След още половин месец предишният Прокопий (не е ясно, как е преименуван при помюсюлманчаването си), който междувременно дълбоко се е разкаял за отричането си от християнство и вече го вижда, като тежък грях, пак посещава кадията - този пък за да му съобщи, че вече не иска да бъде мохамеданин. При все, че отначало го е посъветвал просто да избяга от града и пак да влезе в манастира, един местен свещеник, към когото се обръща за помощ, го подготвя за мъченичество през по-голямата част от времето от обрязването му до този момент.
Удивени и възмутени от решението и поведението му, присъстващите на срещата им мюсюлмани правят много и разнообразни опити да го разубедят в намеренията му, но всичките - напразни. Става ясно, че желанието му е да умре в името на Христос (включително и за да бъде за урок на бъдещи подобни вероотстъпници), но макар и да го осъждат на смърт, според житиетата му, турците не се решават да го убият от възхищение към героизма му (и понеже "се засрамили сами от себе си"). Препират се, кой да го обезглави, докато най-сетне не се намира някакъв бивш християнин, описван, като свиреп и зъл човек (може би престъпник, но по-скоро просто религиозен фанатик), който се съгласява да му отреже главата и съответно мъченикът е екзекутиран.

## Памет
Паметта на свети Прокопий Варненски се отбелязва на 25-ти юни, според календара на Българската православна църква. През 2010 година Светият синод одобрява служба в чест на светеца, а през 2021 година Варненска и Великопреславска митрополия издава книга с житие, акатист и служба тип бдение за свети Прокопий Варненски. 
В акатиста на свети Прокопий Варненски се казва: „От Бога избран, преподобномъчениче Прокопие Варненски, дивен съсъде на душеспасителни дарове! Бидейки строг подвижник, славен поборник на покаянието и доблестен мъченик, ти си просиял с троен подвиг пред Света Троица – Отец, Син и Свети Дух. Затова просвети с Божествената светлина ума, сърцето и волята на всички, които те зовем: Радвай се преподобномъчениче Прокопие, наш бърз помощниче в опасности, скърби и беди!“
Във Варна се намира единственият у нас храм, посветен на свети Прокопий Варненски. Строежът на черквата започва през 2009 година, като основният камък е осветен от Варненския и Великопреславски митрополит Кирил. След 12 години строеж, храмът е осветен през февруари 2021 година от Варненския и Великопреславски митрополит Йоан.
Във Варна има и улица, която носи името на свети Прокопий Варненски.